# Benoît Valentin
Benoît Valentin (* 8. Dezember 1992 in Écully) ist ein französischer Freestyle-Skier. Er startet in der Disziplin Halfpipe.

## Werdegang
Valentin debütierte im Weltcup im Januar 2008 in Les Contamines und belegte dabei den 22. Platz. In der Saison 2010/11 erreichte er mit dem zweiten Rang in Kreischberg und in La Plagne seine ersten Podestplatzierungen im Weltcup und gewann damit den Halfpipe-Weltcup. Bei den Freestyle-Skiing-Weltmeisterschaften 2011 in Park City wurde er Achter. In der folgenden Saison belegte er beim US Grand Prix und Weltcup in Mammoth den dritten Rang. Im August 2012 kam er bei den New Zealand WinterGames und Weltcup in Cardrona und bei den New Zealand Freeski Open in Cardrona auf den dritten Rang. Bei seiner ersten Olympiateilnahme 2014 in Sotschi wurde er Zehnter im erstmals ausgetragenen Halfpipe-Wettbewerb. Im März 2014 belegte er bei der SFR Tour in Tignes den zweiten Platz. In der Saison 2014/15 errang er beim US Grand Prix und Weltcup in Copper Mountain den dritten Platz und bei den Canadian Open in Calgary den ersten Platz. Zu Beginn der Saison 2015/16 kam er bei den New Zealand WinterGames und Weltcup in Cardrona auf den dritten Rang. Bei den Winter-X-Games 2016 in Aspen gewann er die Bronzemedaille auf der Superpipe. Im Februar 2016 errang sie beim U.S. Grand Prix und Weltcup in Park City den zweiten Platz und bei den X-Games Oslo 2016 den fünften Platz. Zum Saisonende wurde er beim Weltcup in Tignes Dritter und erreichte den achten Platz im Gesamtweltcup und den dritten Platz im Halfpipe-Weltcup. Zu Beginn der folgenden Saison siegte er bei der U.S. Revolution Tour in Copper Mountain und belegte beim Weltcup in Copper Mountain den zweiten Platz. Bei den Winter-X-Games 2017 wurde er Fünfter. Im Februar 2017 kam er in Pyeongchang auf den dritten Platz und erreichte zum Saisonende den 12. Platz im Gesamtweltcup und den zweiten Rang im Halfpipe-Weltcup. Bei den Freestyle-Skiing-Weltmeisterschaften 2017 in Sierra Nevada wurde er Achter in der Halfpipe.
Valentin nahm bisher an 24 Weltcuprennen teil und belegte dabei 17-mal eine Platzierung unter den ersten zehn (Stand: Saisonende 2016/17).